# Naëmi Priegel
Naëmi Priegel (* 1941 in Breslau) ist eine deutsche Schauspielerin und Sängerin.

## Leben
Priegel, Tochter eines alt-lutherischen Pastors, flüchtete als Kleinkind 1944 mit ihrer Mutter und ihren Geschwistern aus Schlesien nach Görlitz, wo die Familie das Ende des Zweiten Weltkriegs erlebte. Priegels Vater starb im Zweiten Weltkrieg. Bis 1953 lebte Priegel in Görlitz, bis ihre Familie über Berlin die DDR verließ. Priegel besuchte nach ihrer Flucht in den Westen das Gymnasium in Rüsselsheim. Nach dem Abitur absolvierte sie eine Ausbildung zur Buchhändlerin in Frankfurt am Main. Ihre Abschlussarbeit schrieb sie über Hermann Hesse. In Frankfurt sang Priegel im Kirchenchor und arbeitete nebenbei, um ihr Lehrlingsgehalt aufzubessern, als Fotomodell. Ersten privaten Schauspielunterricht erhielt sie von Dirk Dautzenberg. Von 1964 bis 1966 folgte dann eine Schauspiel- und Gesangsausbildung in Berlin an der privaten Schauspielschule Else Bongers. Nebenbei arbeitete Priegel als Sprecherin beim SFB, um die Schauspielschule zu finanzieren. Außerdem sang sie in verschiedenen amerikanischen Clubs Songs wie Moon River  und Embrace me. In einem dieser Clubs wurde sie entdeckt und erhielt das Angebot, als Backgroundsängerin in einem Chor zu singen, den späteren Rosy-Singers. Priegel übernahm bei den Rosy-Singers die Alt-Stimme und trat an der Seite von Gerhard Wendland, Caterina Valente, Peter Alexander, Heidi Brühl und René Kollo auf.
Ihr erstes Engagement hatte Priegel ab der Spielzeit 1966/67 an den Städtischen Bühnen Münster. Im zweiten Jahr ihres Engagements sang sie dort erstmals die Rolle der Eliza Doolittle in dem Musical My Fair Lady, eine Rolle, die später eine ihrer Glanzpartien wurde. In Münster allein sang sie diese Partie über 60 Mal. Von 1969 bis 1972 war Priegel am Staatstheater Wiesbaden als Schauspielerin und Sängerin engagiert. Sie trat dort unter anderem in dem Lustspiel Minna von Barnhelm (1971), in der Komödie Die Kaktusblüte (1972) und in der Titelrolle des Musicals Kiss Me, Kate (1972) auf. 1973 wurde sie von Rolf Kutschera, dem Intendanten des Theaters an der Wien, engagiert, um die Titelrolle in Kiss Me, Kate auch in Wien in einer Inszenierung des Musicals von Helmut Käutner zu singen. Priegels Partner als Petrucchio in Wien war Harald Serafin, die beiden Gangster waren mit Ossy Kolmann und Felix Dvorak besetzt. 1973 sang sie in Berlin, in der Wiederaufnahme von My Fair Lady, im Theater des Westens die Eliza; ihre Partner waren Paul Hubschmid (Higgins), Kurt Pratsch-Kaufmann (Doolittle), Käthe Haack und Agnes Windeck (als Mrs. Higgins). 1974 übernahm sie die Eliza an der Oper Köln in einer Inszenierung von Werner Saladin. 1975 sang sie im Theater an der Wien an der Seite  von Zarah Leander in dem Musical Lächeln einer Sommernacht von Stephen Sondheim. 1975 gastierte sie am Stadttheater Basel in Brecht/Weills Die Dreigroschenoper und als Iduna Obolski in der Musikalischen Komödie Feuerwerk, eine Rolle, die in der Folgezeit ebenfalls zu ihren wichtigen Bühnenrollen wurde. 1976 sang sie die Eliza am Pfalztheater Kaiserslautern und die Titelrolle in dem Musical Annie Get Your Gun am Staatstheater Braunschweig. 1977 übernahm sie am Musiktheater im Revier in der Uraufführung des Musicals Das Wirtshaus im Spessart von Franz Grothe die Rolle der Komtesse Franziska; mit diesem Musical ging sie später (1980) auch auf Tournee durch Deutschland, Österreich, Holland und die Schweiz. 1977 sang sie am Opernhaus Zürich erstmals die Titelrolle in dem Musical Hello, Dolly!. Von 1979 bis 1989 sang Priegel regelmäßig am Staatstheater Braunschweig (1979 in Feuerwerk, 1981 in Kiss Me, Kate, 1982 und 1984 in Ich steig aus und mach 'ne eig'ne Schau von Nancy Ford, 1983 in Cabaret und 1984 in Can-Can). In der Spielzeit 1987/88 und 1989 trat sie am Staatstheater Braunschweig in der Titelrolle von Hello, Dolly! auf.
Priegel gastierte in den 1980er Jahren in Musicalproduktionen unter anderem am Stadttheater Klagenfurt (1980 als Iduna, 1980 Titelrolle in Ninotschka, 1989 als Julie LaVerne in Show Boat), an den Städtischen Bühnen Osnabrück (1981 Can-Can), an den Städtischen Bühnen Münster (1982 in Sorbas von John Kander), am Staatstheater Oldenburg (1984 als Iduna), am Badischen Staatstheater Karlsruhe (1986 als Iduna) und am Ernst-Deutsch-Theater in Hamburg (1989 in Prairie-Saloon von Lotar Olias).
In den 1990er Jahren sang Priegel wieder die Dolly (1993 in Kaiserslautern, 1994–1996 auf Tournee) und die Kate (1996 an den Städtischen Bühnen Münster); sie trat 1992 am Staatstheater Hannover als Mutter Oberin in dem Musical Non(n)sense auf und gab mehrere Solo-Abende mit Liedern und Chansons. Ende der 1990er Jahre vollzug Priegel den Wechsel ins Charakterfach. In My Fair Lady wechselte sie von der Eliza zur Mrs. Higgins. Diese Rolle spielte sie 1998 an den Städtischen Bühnen Münster, 2001/02 am Grenzlandtheater Aachen und 2007/08 in der Komödie in Frankfurt am Main; in Frankfurt übernahm sie auch die Rolle der Haushälterin Mrs. Pearce.
2008/2009 gastierte sie in Deutschland und in der Schweiz mit der musikalischen Revue Mit Marlene mal janz alleene, det wär scheene, in der sie Lieder und Chansons von Marlene Dietrich interpretierte. Mit dem Programm Von Kopf bis Fuß Marlene gastierte sie 2010 in Luxemburg. 2009/10 trat sie gemeinsam mit der Musicaldarstellerin Jessica Blume und der Pianistin Cornelia Hacke mit dem Programm Das gibt's nur einmal auf.
Priegel arbeitete auch für das Fernsehen und für den Rundfunk. 1976 stand sie auch für das ZDF in einer Verfilmung des Musikalischen Lustspiels Das kleine Hofkonzert an der Seite von Amadeus August vor der Fernsehkamera. 1978 übernahm sie in einer Rundfunkaufnahme des Westdeutschen Rundfunks die Rolle der Tänzerin Féodora in einer Gesamtaufnahme der Operette Der Opernball; ihre Partner waren Benno Kusche, Hermann Winkler und Trudeliese Schmidt. Sie wirkte in mehreren Fernsehshows mit (unter anderem So schön wie heut, ZDF 1978). 1979 trat sie in Wiesbaden in der Sendung Einer wird gewinnen als Sängerin mit einem Musical-Medley auf. Mehrfach war sie bei dem Entertainer Heinz Schenk zu Gast in dessen Sendung Zum Blauen Bock. In der Weihnachtssendung 1984 interpretierte sie unter anderem das Wiegenlied Aba Heidschi Bumbeidschi.